# Theravāda
Ne doit pas être confondu avec Bouddhisme.
 (avril 2013).
Le theravāda est une branche ancienne du bouddhisme issue de l'école Sthaviravāda. Relativement conservatrice, elle est aussi plus proche du bouddhisme primitif que les autres traditions bouddhiques existantes. La Doctrine des Anciens s'appuie sur un canon rédigé en pāli, nommé Tipiṭaka, comprenant de nombreux textes basés sur les paroles du Bouddha Siddharta Gautama, recueillies par ses contemporains et retranscrites quelques siècles plus tard.

## Pratiquants dans le monde

### Panorama
Le bouddhisme theravāda est pratiqué dans différents pays à travers le monde, mais il reste essentiellement diffusé en Asie du Sud et du Sud-Est continentale.
En Asie du Sud, le Sri Lanka se définit comme le berceau du bouddhisme theravāda. Son introduction commence au IIIe siècle av. J.-C. Le pays étant insulaire et protégé des invasions extérieures, la Doctrine des Anciens y prospère et, deux siècles plus tard, le canon bouddhique Theravāda en langue pāli, nommé Tipiṭaka, est rédigé par une assemblée de moines. À cette époque, le Sri Lanka devient le centre spirituel du bouddhisme theravāda, suivi principalement par l'ethnie cingalaise. On compte, aujourd'hui, environ 14 millions de pratiquants sri lankais, soit 70 % de la population,.
En Asie du Sud-Est, la Birmanie fait figure de siège continental du bouddhisme theravāda, venu d'Inde au IIIe siècle av. J.-C. Malgré les guerres et les occupations étrangères, l'ancien royaume birman, nommé Pagan, a toujours gardé la ferveur Theravāda. Le site archéologique de Bagan, ancienne capitale du royaume au IXe siècle, en est le parfait exemple. À l'heure actuelle, le bouddhisme birman se mêle à d'autres influences telles qu'animistes, tantriques, hindouistes et mahāyānistes, ce qui rend difficile son recensement. On compte entre 40 et 60 millions de pratiquants, soit 85 à 89 % de la population birmane,.

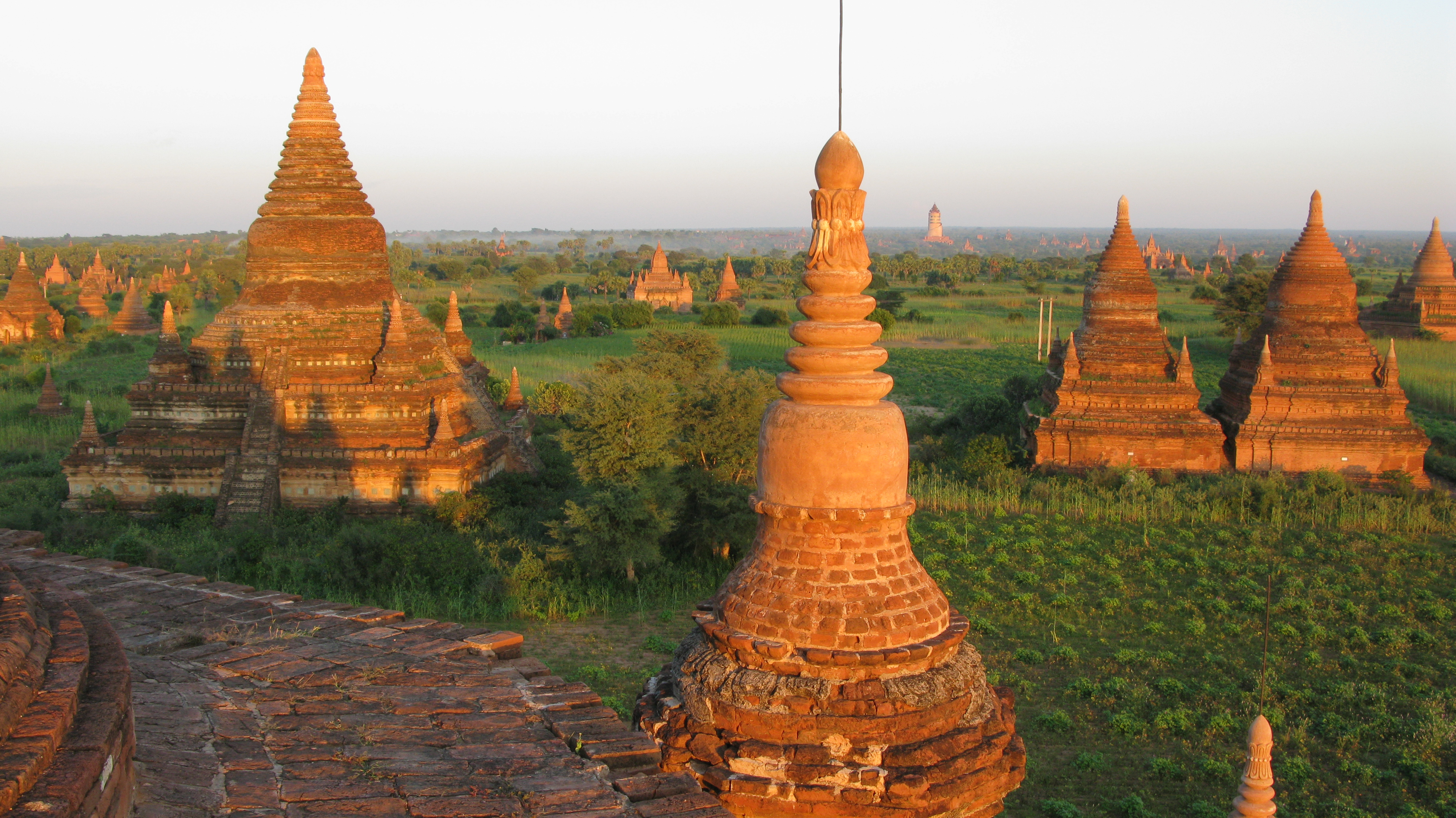
Stūpas du site archéologique de Bagan, ancienne capitale du royaume birman.

L'introduction du bouddhisme theravāda en Thaïlande commence aux Ve siècle et VIe siècle, à travers l'influence birmane. La tradition des Anciens se pérennise autour du XIVe siècle lorsque le jeune royaume d'Ayutthaya, plus connu sous le nom de Siam, décide d'unifier son territoire en déclarant le bouddhisme theravāda, religion officielle. La législation, bien qu'inspirée des principes hindouistes, est rédigée en langue pāli, langue parlée par le Bouddha Śākyamūni ; elle est restée en vigueur jusqu'au XIXe siècle. Aujourd'hui, près de 95 % de la population thaïlandaise pratique le bouddhisme theravāda, soit environ 63 millions de personnes,.
L'histoire du bouddhisme theravāda au Laos reste très confuse. Ce n'est qu'au milieu du XIVe siècle que le pays s'unifie et se stabilise mais sous une tradition mahāyāniste réformée. Très influencé culturellement par son voisin, le royaume de Siam, c'est au XVIe siècle que le pays décide de se tourner vers la Doctrine des Anciens. On compte, à l'heure actuelle, un peu plus de 4 millions de pratiquants, soit 67 % de la population laotienne.
Au Cambodge, l'évolution du bouddhisme theravāda fut assez complexe. Au début du VIIe siècle, le pays se partage entre des influences hindouistes et bouddhistes. Au IXe siècle, le Bouddhisme Mahāyāna devient la tradition la plus pratiquée, bien que les coutumes hindouistes restent encore  en usage dans le pays. Il faudra attendre le XIVe siècle pour que le bouddhisme theravāda s'impose dans tout le royaume. On compte, aujourd'hui, environ 14 millions de pratiquants, soit plus de 95 % de la population cambodgienne.

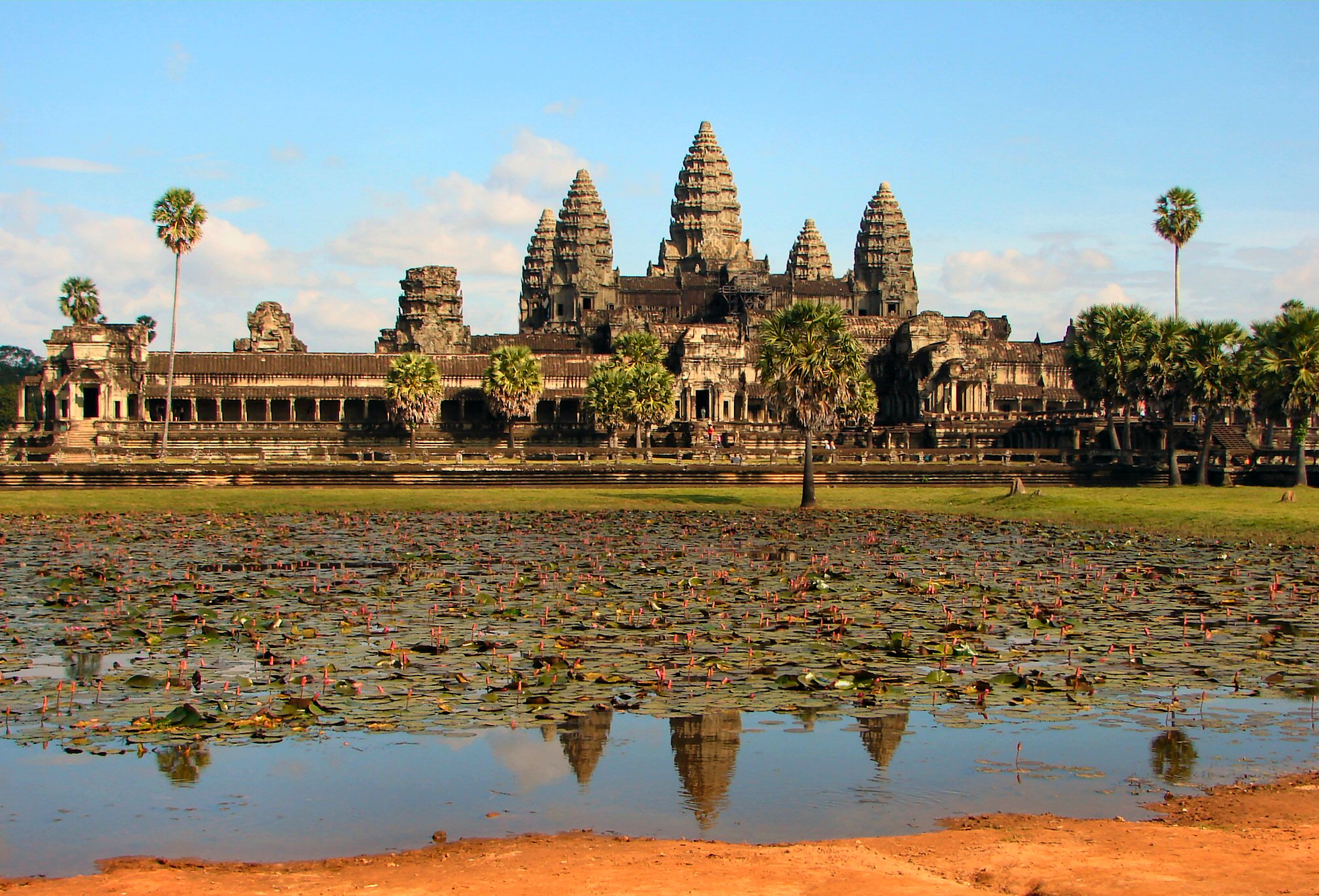
Temple d'Angkor Vat situé à Angkor, site initialement hindou puis bouddhiste.

Bien qu'entouré par de nombreux pays de tradition Theravāda, le Vietnam fut plus influencé pendant son histoire par son grand voisin du nord, la Chine de tradition mahāyāniste. Ce sont donc seulement 2 % des vietnamiens qui pratiquent la Doctrine des Anciens, soit un peu plus d'un million de personnes, essentiellement l'ethnie des Khmers Krom située dans le sud du pays.
Le bouddhisme theravāda a récemment gagné en popularité dans le monde occidental. Aujourd'hui, on compte entre 100 et 150 millions de pratiquants à travers le monde,.

### Tableau récapitulatif
| Rang | Pays      | Population | % de pratiquants | Population de pratiquants | Importance de la religion |
| ---- | --------- | ---------- | ---------------- | ------------------------- | ------------------------- |
| 1    | Thaïlande | 66 720 100 | 94,6 %           | 63 117 300                | 97 %                      |
| 2    | Birmanie  | 60 280 000 | 89 %             | 53 649 200                | 96 %                      |
| 3    | Sri Lanka | 20 277 500 | 70,2 %           | 14 222 800                | 100 %                     |
| 4    | Cambodge  | 14 701 700 | 96,4 %           | 14 172 400                | 95 %                      |
| 5    | Laos      | 6 477 200  | 67 %             | 4 339 700                 | 98 %                      |
| 6    | Viêt Nam  | 88 780 000 | 1,4%             | 1 260 600                 | n/a                       |

## Histoire

### Préambule
L'expression « bouddhisme theravāda », d'un usage général aujourd'hui, est d'apparition relativement récente : ce n'est qu'au milieu du XXe s. qu'elle s'impose, pour désigner l'ensemble des populations bouddhistes d'Asie du sud et du sud-est, se référant très majoritairement au Canon pāli. Avant le XXe s., « theravāda » est un terme d'usage restreint et plutôt rare, il ne s'emploie que pour désigner une lignée d'ordination, celle fondée à Ceylan par Mahinda, fils du roi Aśoka, en 240 av. J.-C. Le terme « theravāda » lui-même apparaît pour la première fois dans les chroniques cinghalaises (le Dīpavaṃsa et le Mahāvaṃsa), rédigées entre le IVe et le VIe s. de notre ère. Contre l'usage actuel, le terme « theravāda » ne devrait donc jamais être employé pour désigner le bouddhisme ancien ou primitif, mais bien seulement le courant cinghalais qui s'est formalisé aux environs du Ve s. de notre ère. Le terme sanskrit Sthaviravāda, de son côté, n'apparaît pas avant le VIIe s. de notre ère et a vraisemblablement été forgé sur le terme pāli theravāda pour désigner, a posteriori, l'un des courants du bouddhisme indien ancien dont le theravāda se dit issu.[réf. nécessaire]

### Origines
L'histoire des différentes écoles et courants bouddhiques commence après le parinibbāna du Bouddha Śākyamūni, survenu au Ve siècle av. J.-C. En effet, trois mois après sa mort, le Saṅgha bouddhique se réunit à Rajagriha, dans le royaume de Magadha, pour une pérennisation de la doctrine enseignée par le Siddharta Gautama, nommée Dhamma, et l'établissement des premières règles monastiques, Vinaya. On désigne cet événement comme le 1er Concile bouddhique de l'histoire du bouddhisme.
Émerge alors en Inde, ce que les spécialistes de langue anglaise qualifient de Bouddhisme pré-sectaire, qui, au fur et à mesure des années, évolue et se structure en Dix-huit écoles anciennes. Cette première période de diffusion constitue l'ère du Bouddhisme primitif.
Il faut rappeler qu'au Ve siècle av. J.-C., cette diffusion ne dépassait guère la vallée du Gange, là même où aurait vécu le Bouddha Śākyamūni après sa Bodhi. Certains disciples semblent avoir été jusqu’à la côte ouest de l’Inde, ainsi qu'aux premiers contreforts de l'Himalaya, répandre le Dhamma. Le bouddhisme est donc, à cette époque, un enseignement transmis essentiellement à l'oral et minoritaire en Inde.

### Règne d'Aśokaḥ

#### Bouddhisme indien

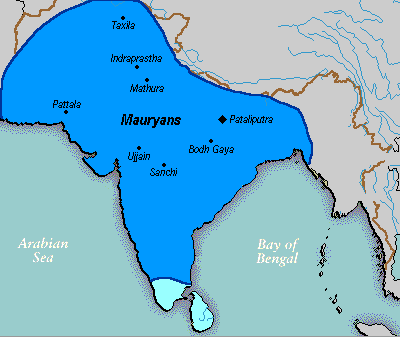
L'empire Maurya, sous le règne d'Aśokaḥ.

Au IIIe siècle av. J.-C., la Dynastie des Maurya règne sur l'Inde, alors régie par le Jaïnisme et le Brahmanisme, une forme ancienne d'Hindouisme. L'empereur Aśoka accède au trône en 273 av. J.-C., et s'efforce de consolider et étendre son empire. Après la bataille de Kalinga, et malgré la victoire de son royaume, le souverain fut choqué de la violence et du sang que son armée avait versé pour ce tribut.
Aśoka adopte alors le principe de l'Ahiṃsā, se retire un an dans un monastère et devient végétarien. Il promeut le bouddhisme et accorde de nombreux dons au Saṅgha, mais aussi aux jaïns et aux brahmanes. Aśoka imposa par la suite, le végétarisme, et interdit les rituels sanglants ainsi que la torture. De plus, les royaumes et tribus vaincus avant sa conversion pouvaient garder leur autonomie, à condition de se conformer aux principes du Dhamma.
Le souverain amena paix et prospérité dans l'Inde de l'époque. Il contribua ainsi, par ce biais, à une large diffusion du Bouddhisme ancien dans son territoire. Il aurait fait édifier 84 000 stūpas et convoqua deux conciles lors de son règne.

#### Conciles sous Aśoka
Durant le siècle qui suivit le 1er Concile bouddhique, le Saṅgha se divisa en deux parties, les moines citadins et les moines itinérants. Ces derniers trouvaient les premiers laxistes et trop proches des laïcs, et souhaitaient de leur part plus de rigueur dans les règles monastiques qu'avait instituées le Bouddha Śākyamūni.

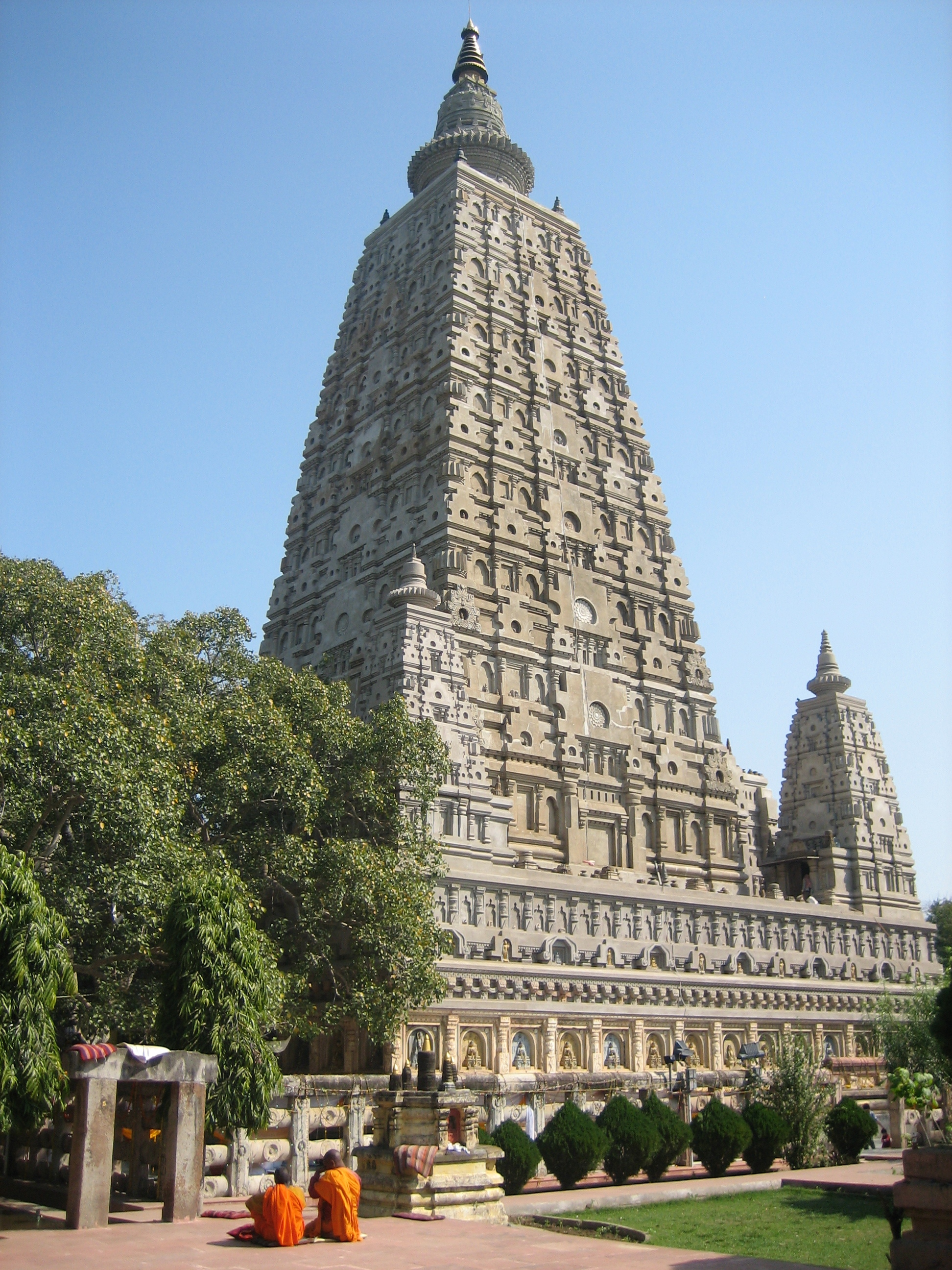
Temple Mahābodhi, située à Bodhgayā.
Classée patrimoine mondial de l'UNESCO.

Le 2e Concile bouddhique, dirigé par l'empereur Aśoka, fut convoqué justement dans le but de condamner les assouplissements de la Vinaya entrepris par certains moines. Pour la première fois de son histoire, le Saṅgha se divisa en deux mouvements distincts, le Sthaviravāda, de valeur orthodoxe, et le Mahāsāṃghika, prônant des réformes dans les règles monastiques. L'ensemble des écoles du mouvement  Sthaviravāda constitue par la suite le Bouddhisme indien.
Après cet événement, l'empereur Aśoka organisa un autre concile dans sa capitale, Pāṭaliputra. Le 3e Concile bouddhique est connu comme étant le déclencheur du premier schisme dans l'histoire du bouddhisme. Les deux courants s'opposèrent et se divisèrent. Le bouddhisme theravāda appartient au courant Sthaviravāda, et plus précisément à l'école ancestrale indienne de l'époque, le Vibhajjavāda,.

#### Propagation du bouddhisme ancien
Bien que le bouddhisme ancien ait connu une certaine notoriété dans le nord de l'Inde, comme à Sārnāth, Nālandā et Ajantā, il restait encore minoritaire. Après le 3e Concile bouddhique qu'il organisa, l'empereur Aśoka dépêcha des missionnaires pour répandre le Dhamma, dans tout son empire mais aussi au-delà de ses frontières.

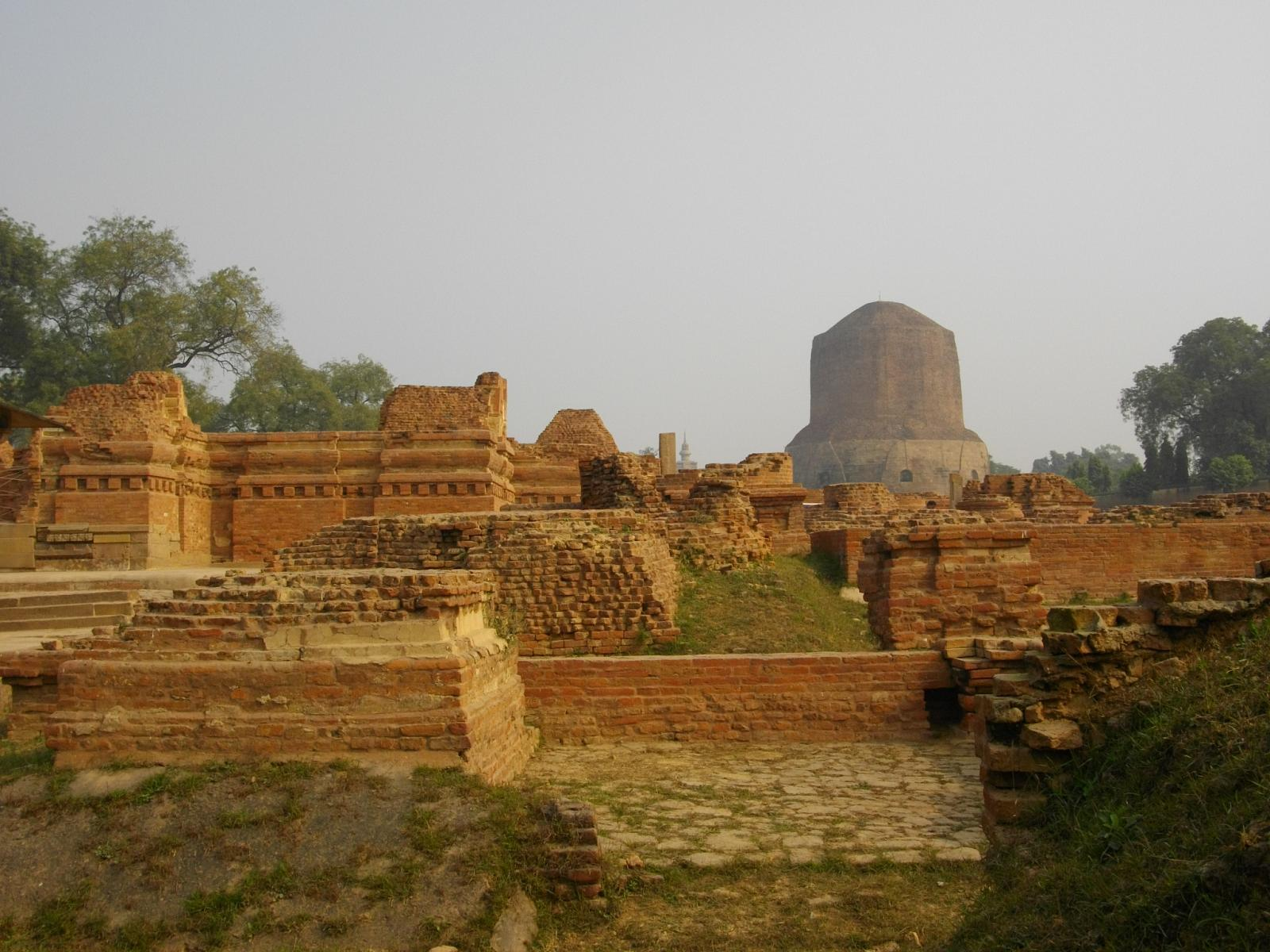
Site archéologique de Sārnāth,
Vue du Dhāmek Stūpa en arrière-plan.

On trouve des traces de ses missions vers la route de la soie. À l'ouest de l'empire Maurya, dans les actuels Afghanistan et Pakistan, le Bouddhisme ancien rencontra la pensée hellénistique, donnant naissance au Greco-bouddhisme et à son art. Au nord, le Dhamma rencontra la philosophie chinoise, le confucianisme et le culte Bön au Tibet. À l'est, les missionnaires répandirent la pensée bouddhique en Asie du Sud-Est continentale, et plus précisément dans les actuelles Birmanie et Thaïlande.
Enfin, au sud de son empire, dans les actuelles régions indiennes du Tamil Nadu et du Kerala ainsi qu'au Sri Lanka, Aśoka dépêcha son fils, Mahinda, pour répandre le Dhamma. Le Bouddhisme ancien atteignit très vite le cœur du royaume ceylanais. Le roi de cette île, Devānaṃpiya Tissa, se convertit et fit construire à Anurādhapura, capitale du pays à cette époque, un premier monastère, le Mahāvihāra, lieu même où fut couché par écrit, deux siècles plus tard, le Tipiṭaka. L'école indienne Vibhajjavāda se développa rapidement à Ceylan et devint majoritairement pratiquée.
Ce groupe a ensuite cessé de se nommer Vibhajjavāda, pour se faire appeler Theriyas, en référence au terme  pāli : Thera correspondant au sanskrit Sthavira signifiant Ancien. Puis le nom Theravāda a été adopté et est resté d'usage jusqu'à présent pour ce groupe. Le bouddhisme theravāda est donc une évolution de l'école sri lankaise 
Vibhajjavāda.

### Évolution du bouddhisme primitif

#### Déclin de l'ouest asiatique
Le bouddhisme ancien en région perse est venu d'Inde au IIIe siècle av. J.-C. grâce aux missionnaires d'Aśoka. À cette époque, le royaume gréco-bactrien domine le territoire. Le bouddhisme primitif rencontre la pensée hellénistique et donne naissance au gréco-bouddhisme. Cette philosophie y prospère jusqu'à l'avènement de l'Empire Sassanide au IIIe siècle de tradition zoroastriste. La fin du bouddhisme en région perse arrive au VIIe siècle lorsque l'islam, en pleine expansion, envahit l'Empire Sassanide, transformant celui-ci en khalifat.
L'empire Maurya, en Inde, se morcela après la mort d'Aśoka. En effet, aucun de ses fils ne sut diriger ce territoire immense ; la dynastie fut renversée et remplacée par la dynastie des Gupta, de tradition hindouiste. Le bouddhisme indien réussit à survivre tout de même au nord de l'Inde, dans son bassin d'origine. L'apogée de l'empire Gupta, au IVe siècle, dont le rayonnement culturel hindouiste dépasse ces frontières, affaiblit un peu plus les écoles bouddhiques indiennes. Au XIIe siècle, le Bouddha Shakyamuni fut assimilé comme étant le 9e avatar du dieu Vishnou; les brahmanes parachevèrent ainsi la fin du bouddhisme indien dans le pays où est née cette philosophie.

#### Cas sri lankais
Le bouddhisme theravāda, protégé par son isolement géographique, prospère au Sri Lanka pendant de nombreux siècles. Le pays devient le centre culturel de cette tradition, lorsqu'au Ier siècle av. J.-C., le Tipiṭaka y est rédigé sur des feuilles de palmier lors du Concile de Tambapanni, connu comme le 4e Concile bouddhique de la tradition Theravāda. Le but était ainsi de fixer pour la première fois par écrit le Dhamma, enseigné et transmis jusqu'alors oralement,.
Au Ve siècle, Buddhaghoṣa arriva au Sri Lanka afin de regrouper et de traduire de nombreux commentaires pālis. Il rédigea le Visuddhimagga, l'un des commentaires les plus respectés par le bouddhisme theravāda; ce texte est en partie inspiré le Vimuttimagga, un commentaire rédigé quelques années plus tôt par le moine Upatissa. 

#### Grands courants
Au fil du temps, des traductions et des cultes rencontrés, le Bouddhisme ancien évolua en trois grandes traditions :
- le bouddhisme theravāda ;
- le Bouddhisme Mahāyāna ;
- et le Bouddhisme Vajrayāna.

Le courant Mahāyāna naît au Ier siècle des différents voyages et cultures rencontrés par le Bouddhisme ancien sur la route de la soie. Il faudra attendre le IVe siècle pour que la pensée Mahāyāna prospère en Chine. Elle se développera ensuite au Viêt Nam, en Corée et au Japon entre le VIe siècle et VIIe siècle.
Le courant Vajrayāna, appelé aussi (à tort) Lamaïsme, s'est implanté dans les pays comme le Japon, la Corée etc. et en particulier au Tibet qui a accueilli les traductions de textes sanskrits venus directement de l'Inde, où fleurissaient les universités bouddhistes de Nālandā et Vikramaśīla. Le Bouddhisme tibétain apparut ensuite en Mongolie au XIIIe siècle, mais il faudra attendre le XVIe siècle pour que cette tradition devienne religion d'État sous l'Empire mongol.

#### Terme Hīnayāna
Entre le Ier siècle av. J.-C. et le Ier siècle de notre ère, les termes sanskrits Mahāyāna et Hīnayāna ont commencé à être utilisés dans les écrits bouddhiques, dont le Sūtra du Lotus,. Il est à souligner que ces termes sont des ensembles d'un mouvement contenant plusieurs écoles en son sein. Le mouvement Hīnayāna est souvent confondu avec l'école Theravāda dont il est issu, l'école la plus ancienne encore existante de nos jours.

### Renouveau Theravāda
À partir du XIe siècle, Sri Lanka, terre theravâda, devint la source principale de l’influence bouddhiste en Asie du Sud. Les Môns, installés principalement en Birmanie et dont l'archéologie révèle la présence ancienne dans certaines parties de Thaïlande et du Laos, ont aussi pu jouer un rôle dans sa transmission, car on sait qu'ils l'adoptèrent longtemps avant les autres, bien que la date exacte soit incertaine. Converti par le moine môn Shin Arahan, l'empereur birman Anawrahta (1044–1077) introduisit officiellement le bouddhisme des anciens dans son pays, et de nombreux temples furent construits à Pagan entre le XIe et le XIIIe siècle. Le theravâda fut également introduit vers 1260 dans le royaume Thaï de Sukhothaï et vit son influence grandir durant la période d’Ayutthaya (XIVe - XVIIIe siècle).
La doctrine des anciens continua sa progression vers le Laos et le Cambodge au XIIIe siècle. Plus récemment, on constate depuis le milieu du XXe siècle une résurgence du bouddhisme, dans laquelle le theravâda occupe une place importante, chez les Malais et Indonésiens d'origine chinoise.

## Enseignements
La doctrine du theravâda explique comment accéder soi-même à la délivrance en devenant un arahant (personne délivrée parce qu'elle a suivi la voie enseignée par le Bouddha sans bénéficier de l'omniscience), un bodhisattva (personne qui cherche absolument à devenir un bouddha pour enseigner en pratiquant les vertus dites pāramitā) ou un sambuddha (« bouddha parfait », personne qui, possédant une compréhension parfaite des enseignements du Bouddha, accède à l'éveil et peut enseigner).
Elle rejette catégoriquement l'idée d'un Dieu créateur et tout puissant, ainsi que l'idée d'un salut obtenu par la seule dévotion et le culte des reliques. En effet d'après le canon pāli, le Bouddha aurait dit : « On est son propre refuge. Qui d'autre pourrait être le refuge ? » (Dhammapada, XII, 4). Cela signifie qu'on ne peut attendre de personne l'obtention de l'illumination, il faut chercher en soi-même la vérité et, pour atteindre ce but, suivre le Noble Chemin Octuple.

## En pratique

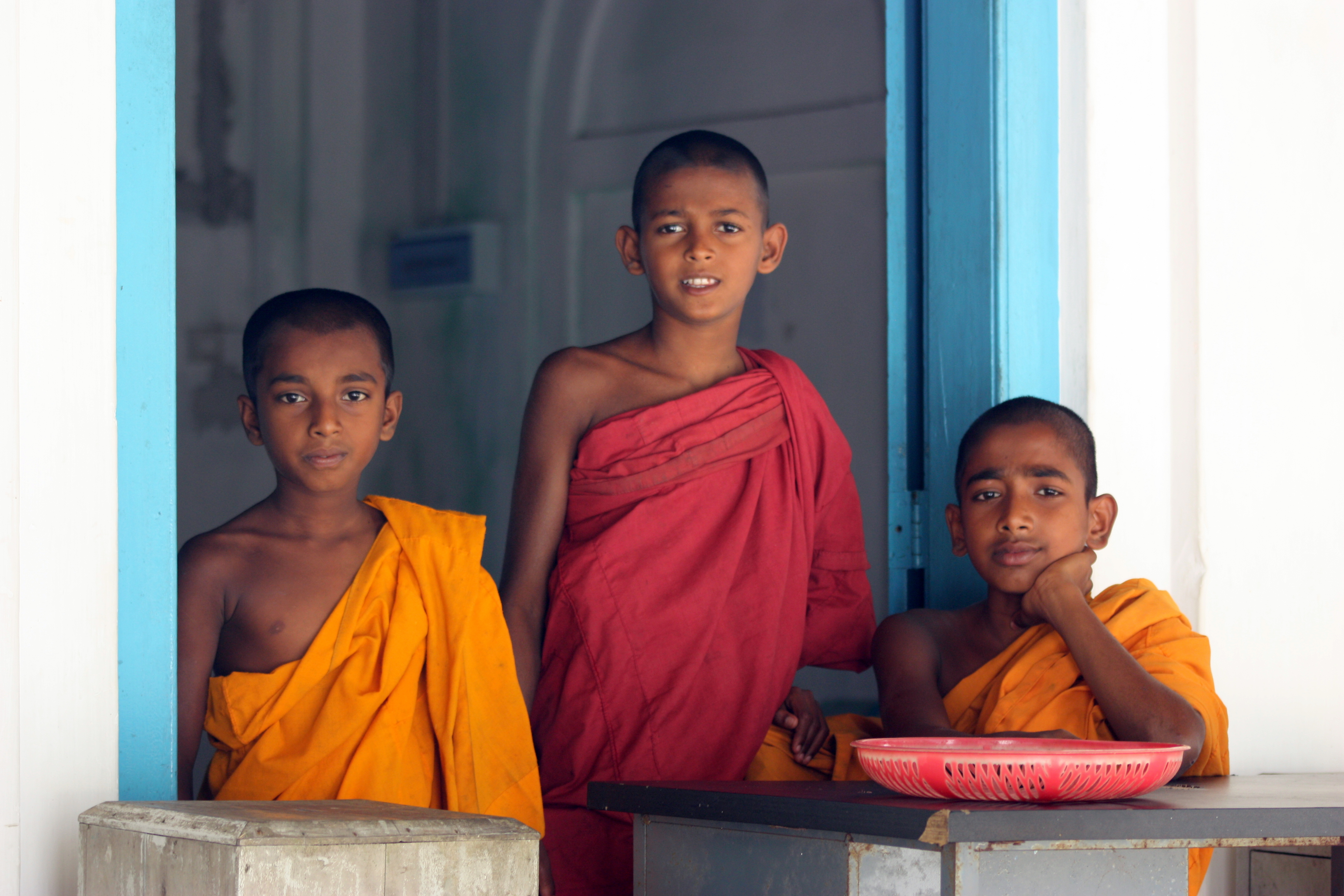
Trois jeunes novices dans un temple au Sri Lanka.

### Vies du laïc et du moine
Pour la doctrine des anciens, le mode de vie monastique est le meilleur moyen d'accéder au salut, mais celui-ci demeure toutefois accessible à tous. Cette doctrine s'adresse donc principalement aux hommes et aux femmes qui renoncent à la vie laïque, elle ne divinise pas le Bouddha et ne croit pas en l'intercession au moyen de bodhisattva sauveurs.
Néanmoins, dans les formes populaires de theravâda, au Sri Lanka comme au Cambodge, le Bouddha est l'objet d'une vénération proche de celle d'un dieu, il y a donc une distinction entre le culte populaire et les spéculations monastiques.
Les tenants du mahâyâna qualifient parfois - à tort - d'égoïste la pratique du theravâda (et du hinayana en général). Cette opinion s'appuie sur des considérations sotériologiques : alors que le but du pratiquant mahâyâna, moine ou laïc, est de devenir bodhisattva pour sauver tous les êtres, le pratiquant theravâda se concentre sur son propre salut, abandonnant les efforts en direction du salut universel à Maitreya, le prochain bouddha. Cependant, le theravâda prône l'amour universel envers toutes les créatures. De plus, ses pratiquants estiment que devenir bodhisattva n'est possible qu'à de très rares personnes, il est donc plus efficace de viser la libération individuelle pour être en mesure d'aider les autres à en faire autant. Enfin, il est absurde de qualifier d'égoïste l'arahant, puisque celui-ci n'a plus d'ego.

### La condition des nonnes
Historiquement, si les moines devaient observer 217 règles, les nonnes, de leur côté, devaient se conformer à 311 préceptes. Au fil du temps, les conditions historiques et culturelles changeant, les ordres de nonnes disparurent dans la plupart des pays de traditions Théravada. Les femmes qui souhaitaient s'engager dans une pratique avaient donc un statut non reconnu et n'étaient pas soutenues dans leur pratique comme les moines. Ainsi, les femmes qui se tournent aujourd'hui vers la vie monastique font généralement vœu de suivre un nombre variable de règles et vivent soit en communauté, soit isolément. Elles sont appelées Anagarikas (errantes) ou Thilashins (morales) en Birmanie, Dasasilmatas (errantes) à Sri lanka et Maechis en Thaïlande, et portent des robes de couleur différente selon la région. Dans la plupart des pays, leur statut est incertain car elles n'appartiennent à aucune des quatre catégories du grand Sangha défini par le Bouddha (moines et moniales, laïcs des deux sexes). Elles ne reçoivent, contrairement aux moines, aucune assistance de l’État et très peu d'aide des laïques qui préfèrent soutenir les moines confirmés. Ainsi, les Maechis thaïlandaises, au nombre de 14 700 en 1997, se trouvent-elles à la fois dépourvues du droit de vote comme les moines, mais aussi privées par les autorités bouddhiques du droit d’enseigner le dharma et d’accomplir des rituels. Les nonnes Theravada ayant reçu une formation et tournées vers le service social trouvent plus facilement un soutien en fondant des écoles maternelles, des jardins d’enfants ou des centres d'assistance pour les femmes. Celles qui voudraient se concentrer sur la pratique religieuse rencontrent par contre beaucoup de difficultés. Elles vivent indépendantes dans un grand dénuement, ou deviennent dépendantes des temples où elles rendent des services d’intendance.
Il existe cependant des initiatives individuelles visant à faire évoluer la situation comme celle initié par  Ayya Khema qui a fondé une communauté monastique internationale de nonnes au Sri Lanka en 1998 ainsi que l'association internationale des nonnes bouddhistes (Sakyadhita : les filles du clan des Sakya).

### Méditation
La méditation theravâdine inclut deux pratiques : samatha bhavana et vipassana bhavana.
Samatha, le développement de la tranquillité, mène à l'atteinte des jhanas, de profonds niveaux de concentration. Elle vise également le développement de la bienveillance, de la compassion, du détachement. Ainsi, Mettā est le développement d'un sentiment d'amour détaché envers chaque être. Anapanasati est la concentration basée sur la respiration. Anapanasati est cependant parfois employée en vue de la pratique de vipassana.
Vipassana bhavana, la pratique formelle d'une introspection, est parfois décrite selon un ensemble de 18 contemplations, comme la contemplation de l'impermanence. Elle mène à la réalisation de l'état d'arahant.
Ces deux types de méditation sont considérés comme complémentaires : la tranquillité mentale donne la plus grande efficacité à la contemplation, et la contemplation permet d'éliminer les obstacles à la tranquillité mentale.

### Réalisation
Selon le theravâda, le pratiquant peut atteindre quatre niveaux de réalisation spirituelle : 
- Le sotapanna, premier des êtres nobles, ne renaîtra plus dans les mondes inférieurs, et renaîtra au maximum six fois dans le monde des hommes (ce qui représente donc sept vies au maximum).
- Le sakadagami renaîtra tout au plus une seule fois dans le monde des hommes.
- L'anagami ne renaîtra plus que comme deva, et atteindra alors le nibbâna.
- L'arahanta, ayant atteint le but, s'est définitivement libéré du cycle des renaissances.

## Fêtes et coutumes
- Asalha Puja (en) (commémoration annuelle (mois de juillet), du premier sermon du bouddha)
- Vesak (commémoration de la naissance, de l'éveil et de la mort du bouddha)
- Uposatha (réaffirmation régulière de la dévotion au dharma et récitation des règles monastiques)
- Vassa (retraite annuelle de la saison de la pluie)
- Kathina (offrande annuelle de tissu par les laïcs et confection de nouvelles robes par les moines)
- Vihara (monastère traditionnel)

### Ordination temporaire
La pratique de l'ordination repose sur une philosophie différente de l'ordination religieuse occidentale. Elle peut être temporaire ; un homme peut devenir moine plusieurs fois dans sa vie ou la recevoir sans compter demeurer un bhikkhu sa vie durant.
C'est même une pratique socialement valorisée : les hommes accomplissent leur devoir en devenant moines pendant un temps, avant de revenir à la vie laïque, justement pour se marier.

### Ordres theravâdins
Différents ordres, appelés nikayas, sont développés - ils ne correspondent cependant pas à des conceptions différentes. Le titre de Patriarche suprême du Sangha, le plus élevé qui soit, peut être attribué à un moine quel que soit son pays d'origine, appartenant à l'un ou l'autre des nikayas suivants : 
- Sri Lanka : Siam Nikaya, Amarupa Nikaya et Ramana Nikaya ;
- Thaïlande : Dhammayuttika Nikaya et Maha Nikaya ;
- Birmanie : Thudamma Nikaya et Shwekyin Nikaya ;
- Cambodge : Dhammayuttika Nikaya (ធម្មយុត្តិក និកាយ) et Maha Nikaya (មហា និកាយ).

### Vocabulaire
1. ↑  Pāli : theravāda : थेरवाद / Sanskrit : sthaviravāda : स्थविरवाद / Littéralement : Doctrine des Anciens ou Enseignements des Aînés
2. ↑  Pāli : Tipiṭaka / Sanskrit : Tripiṭaka : त्रिपिटक / Littéralement : Triples Corbeilles
3. ↑  Sanskrit : Buddha : बुद्ध शाक्यमुनि / Littéralement : Sage Éveillé du clan des Śākyas
4. ↑  Pāli : Parinibbāna : परिनिब्बान / Sanskrit : Parinirvāṇa : परिनिर्वाण / Littéralement : Libération sans résidus
5. ↑  Pāli : Saṅgha : सङ्घ / Hindi : Saṃgha : संघ / Littéralement : Communauté
6. ↑  Pāli : Dhamma : धम्म / Sanskrit : Dharma : धर्म / Littéralement : Enseignement
7. ↑  Pāli et Sanskrit : Vinaya / Littéralement : Discipline
8. ↑  Pāli et Sanskrit : Bodhi : बोधि / Littéralement : Éveil spirituel
9. ↑  Sanskrit : Ahiṃsā : अहिंसा / Littéralement : Non-violence
10. ↑  Pāli : Thūpa : थूप / Sanskrit : Stūpa : स्तूप / Littéralement : Amoncellement
11. ↑  Pāli et Sanskrit : Sthaviravāda : स्थविरवाद / Littéralement : Enseignement des Anciens
12. ↑  Pāli : Mahāsaṅghika (Sanskrit)/ hindi : Mahāsāṃghika / Littéralement : Grande Assemblée
13. ↑  Pāli et Sanskrit : Vibhajjavāda / Littéralement : Doctrine de l'Analyse
14. ↑  Pāli et Sanskrit : Mahāvihāra / Littéralement : Grand monastère
15. ↑  Pāli et Sanskrit : Buddhaghoṣa / Littéralement : Son de l'Eveillé
16. ↑  Sanskrit : Mahāyāna : महायान / Littéralement : Grand Véhicule
17. ↑  Sanskrit : Hināyāna / Littéralement : véhicule déficient, traduit par Petit Véhicule
18. ↑  Sanskrit : Saddharmapuṇḍarīkasūtra : सद्धर्मपुण्डरीकसूत्र / Littéralement : Sūtra du Lotus blanc de la Loi merveilleuse